# アストンマーティン・DBS スーパーレッジェーラ
DBS スーパーレッジェーラ（DBS Superleggera、2022年モデルまで）→DBS（2022年モデル以降）はイギリスの自動車メーカー、アストンマーティンが製造するハイエンドスポーツカーであり、同ブランドの主力モデルである。

## 概要
2018年6月26日（日本時間6月27日）に発表。同年の第三四半期から納車が開始された。アストンマーティンの「次世紀」計画による、DB11、ヴァンテージに続くモデル。2代目ヴァンキッシュの後継であるが、アストンマーティン のフラッグシップであるDBSの名を冠するモデルとしては3代目である。2代目DBSが2012年に生産終了し、2代目ヴァンキッシュに移行したため、6年振りに"DBS"の名が復活することとなる。
サブネームの「スーパーレッジェーラ」はイタリアのカロッツェリア（車体製作業者）、トゥーリング社が採用した車体製造技術のことであり、一時期、少量生産の高級スポーツカーに多く採用されていた。アストンマーティンでは過去にDB4、DB5、DB6、ラゴンダ・ラピードで採用されている。
DB11をベースに開発されているが、専用設計されている箇所が多く見られる。ベースがDB11であるため、同車の上位モデルと見受けられがちだが、DB11の上位モデルはDB11 AMRであり、本車は独立したモデルである。性能はベースとなったDB11から大きく向上しており、アストンマーティンの量産車では史上最速を誇る。

## 構造

### プラットフォーム
DB11と同様の、最新世代軽量接着固定アルミニウム構造の発展型である。車名にスーパーレッジェーラの名が冠されているが、これは2006年に復活したトゥーリング社のスーパーレッジェーラ製法に対するリスペクトを込めたものであり、実際にはスーパーレッジェーラ製法は採用されていない。

### シャシ
DB11よりトレッドを前10mm・後20mm広げ、最低地上高を5mm低くするなど、ジオメトリーを改良している。サスペンションは前ダブルウィッシュボーン式サスペンションと後マルチリンク式サスペンションの組み合わせ。最新世代のアダプティブダンパーを標準装備している。DB11と同様に「ダイナミック・モード」と呼ばれる機能があり、これはシャシーとエンジンにそれぞれ「GT」「Sport」「Sport Plus」の3種類のモードが用意されており、ドライバーが任意に変更することで走りの強度を調整することが可能で、パフォーマンスに幅を持たせている。ロック・トゥ・ロックは2.4回転。
ホイールは前後共に21インチで、タイヤはピレリのP Zero。タイヤサイズは前265/35R21・後305/30R21で、DB11より前後10mmずつ太いタイヤを履いている。ブレーキもDB11のものより強化されており、前後共にカーボンセラミック製のベンチレーテッドディスクブレーキを採用。ローター径は前410mm・後360mm。このローター径はスポーツカーの中では最大級の大きさである。キャリパーは対向ピストンブレーキキャリパーで、前6ピストン・後4ピストン。

### ボディ
DB11をベースとしているが、共用しているボディパネルはドア部分のみで、専用設計されている部分が多い。乾燥重量は1,693kgであり、ベースのDB11より72kg軽量化されている。前後重量配分は51:49。

### エアロダイナミクス
カーリキュー（フロントホイール後方に配置されるボディサイドのエアフローを整流するパーツ）や、DB11のものより進化したエアロブレードⅡ（Cピラーの付け根から空気を取り入れ、リアのトランクリッド上部で排出させ、ダウンフォースを生むパーツ）を採用する。他にもダブルディフューザーやスプリッター、エアダムなど、果敢な空力デバイスの採用によってダウンフォースは最大180kgを発生。これはアストンマーティンの量産車では史上最高の値である。